# کونسلیرو لافیت
کونسلیرو لافیت (به پرتغالی: Conselheiro Lafaiete) یک شهرداری‌های برزیل و شهرداری و شهر بزرگ در برزیل است که در میناز ژرایس واقع شده‌است. کونسلیرو لافیت ۳۷۰٫۲۴۶ کیلومتر مربع مساحت و ۱۲۹٬۶۰۶ نفر جمعیت دارد و ۹۹۵ متر بالاتر از سطح دریا واقع شده‌است.